# Jom Tov Lipmann Heller
Jom Tov Lipmann ben Natan ha-Levi Heller (1579, Wallerstein – 7. září 1654, Krakov) יום-טוב ליפמן הלר‎, byl židovský učenec, komentátor Mišny, vrchní pražský a moravský zemský rabín a náboženský soudce (dajan).

## Život

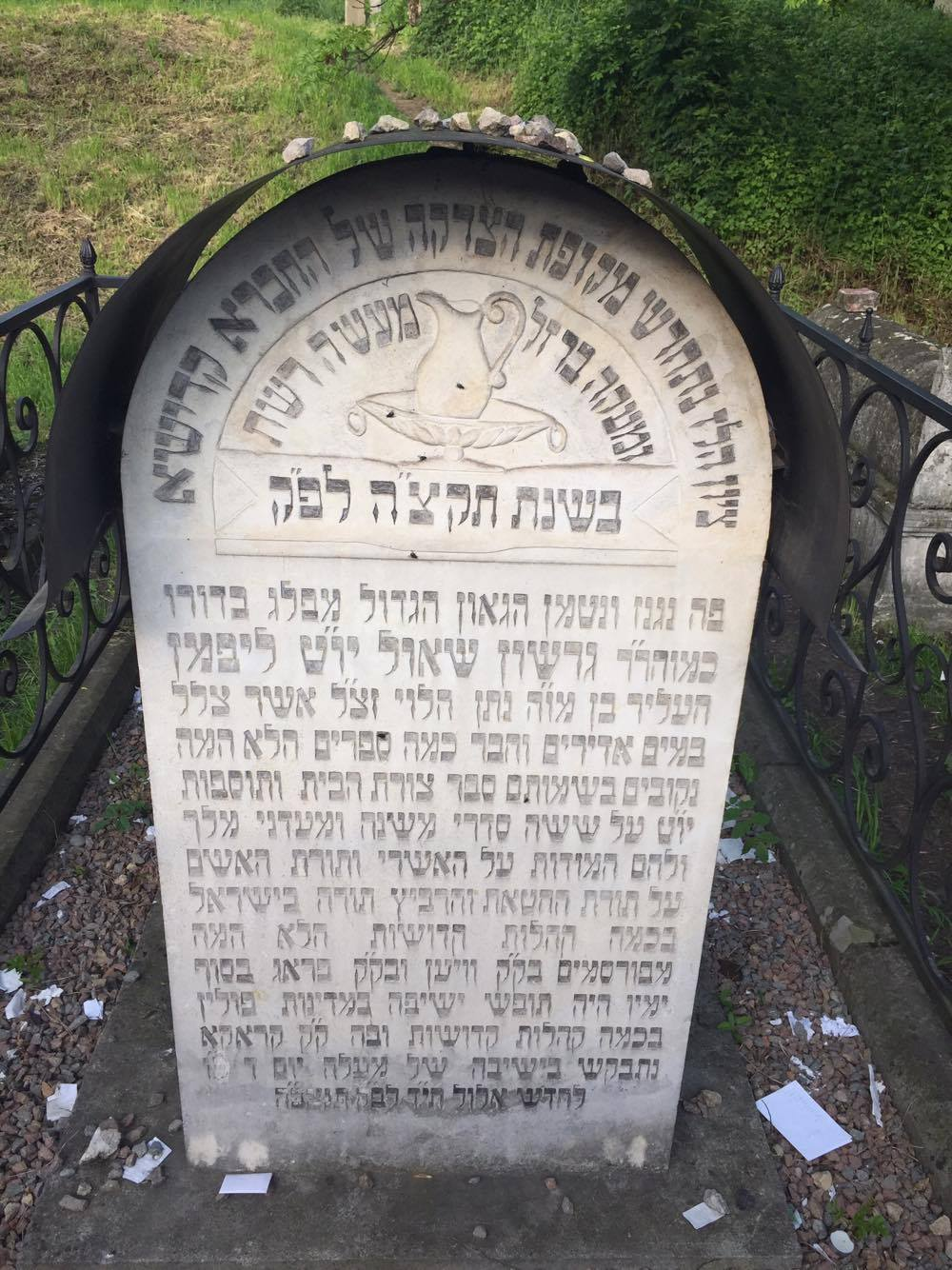
Náhrobek rabína Jom Tov Lipmanna Hellera na Starém židovském hřbitově "Rema" v Krakově

Jom Tov Lipmann Heller se narodil ve Wallersteinu v Bavorsku. Své vzdělání získal především jako žák Jehudy ben Becalela, pražského Maharala. Kromě studia Talmudu se zabýval rovněž i Kabalou, filosofií, hebrejskou gramatikou. V roce 1597 byl teprve jako osmnáctiletý dosazen na místo dajana – tj. soudce v Praze, kde sloužil dvacet osm let. Roku 1625 byl ustaven moravským zemským rabínem v Mikulově, nicméně ještě týž rok odjel do Vídně, kde sloužil jako av bejt din (předseda soudního dvora). Roku 1627 se vrátil do Prahy.
Heller prožil s českými zeměmi kruté období třicetileté války, kdy kromě válečného utrpení padla na obyvatele rovněž i tíha finanční. Židé museli odvádět velmi velké a tvrdé daně císaři na vedení války. Heller měl problémy i uvnitř ghetta a někteří chudší obyvatelé ho obviňovali z nadržování bohatým. Heller se dokonce ocitl v r. 1629 na 40 dní ve vězení ve Vídni, když byl obviněn z pohrdání státem a z útoku na křesťanství. Po jeho obhajobě, kdy bránil Talmud a studium ústního zákona (Talmud bylo nařízeno spálit z rozkazu papežské kurie), a která nakonec vedla k jeho propuštění, byly daně stejně jako další omezení týkající se studia mírně omezeny, nicméně Heller musel zaplatit pokutu 12 000 dukátů a zničit rukopisné fragmenty svých děl, kvůli kterým byl obviněn.
V roce 1631 odjel do Polska, kde žil v Lublinu, Brest-Litevsku a Nemirově (kde také napsal elegii připomínající zničení Nemirovska kozáky Bohdana Chmelnického). V letech 1634 až 1643 sloužil jako rabín ve Vladimiru a byl členem stálé rady čtyř zemí. Kvůli pomluvě byl z Vladimiru málem odvolán, ale zásahem jeho přátel ve Varšavě byl vypovídací dekret stažen. V r. 1643 se přestěhoval do Krakova, kde sloužil nejprve jako vrchní rabín a poté rovněž i jako hlava tamní ješivy.
Zemřel v Krakově 7. září 1654.

## Dílo
Jeho bezesporu nejvýznamnějším dílem se stal komentář k Mišně, který Jom Tov nazval Tosafot – dodatky. Svůj komentář, který se nakonec stal jedním ze čtyř plnohodnotných komentářů k Mišně a jedním z komentářů, které jsou tištěny společně s Mišnou v tradičních vydáních, totiž původně zamýšlel jako „dodatky“ ke staršímu komentáři Ovadii di Bertinoro. Dnes je jeho komentář součástí každého tradičního vydání Mišny. Ve svém komentáři vyjasňuje obtížné termíny, rovněž i vysvětluje a kritizuje halachické závěry svých předchůdců a jako znalec hebrejské gramatiky svůj komentář soustředí i na lingvistickou stránku díla. Tosafot Jom Tov byly za jeho života vydány dvakrát, nejprve v Praze, poté v Krakově jako opravené a doplněné vydání. Ve svých dalších dílech, Ma'adanej Jom Tov (původně Ma'adanej Melech), Lechem chamudot a Pilpula charifta, shrnuje vývoj halachy a všímá si především čtyř autorit, které znamenaly velmi mnoho v této oblasti – Jicchak Al-Fásí, Maimonides, Ašer ben Jechi'el („RoŠ“) a Ja'akov ben Ašer („Tur“).
Mezi jeho mnoha dalšími díly figurují:
- Kdušat Jom Tov
- Tosfot de-kduša
- Mal'echet Jom Tov
- Curat Bejt ha-Mikdaš (podoba Chrámu) – plán Chrámu podle Ezekielova vidění
- Malbušej Jom Tov – novely k dílu Levuš (šat) od Mordechaje Jaffe, komentáři k prvnímu dílu Šulchan aruch Orach Chajim

Kromě toho napsal řadu pijutů a kajícných modlieb, především na paměť masakrů v Praze r. 1618-1620 a na Ukrajině r. 1648. Řadu údajů o jeho životě čerpámě z jeho autobiografie Megilat Ejva. Toto dílo tvoří zároveň neocenitelnou pomoc při studiu života židovských komunit ve střední Evropě během třicetileté války.